# Hartland River
Hartland River är ett vattendrag i Australien. Det ligger i delstaten Victoria, omkring 290 kilometer öster om delstatshuvudstaden Melbourne.
Genomsnittlig årsnederbörd är 1 146 millimeter. Den regnigaste månaden är juni, med i genomsnitt 207 mm nederbörd, och den torraste är juli, med 51 mm nederbörd.